# Tuyên bố về ứng xử các bên ở Biển Đông
Tuyên bố về ứng xử của các bên ở Biển Đông còn gọi là Tuyên bố về ứng xử của các bên ở Biển Nam Trung Hoa (tiếng Anh: Declaration on Conduct of the Parties in the South China Sea), viết tắt là DOC, là một văn kiện được các nước ASEAN (Hiệp hội các Quốc gia Đông Nam Á) và Trung Quốc ký kết ngày 4 tháng 11 năm 2002 tại Phnom Penh, Campuchia nhân dịp Hội nghị Thượng đỉnh ASEAN lần thứ 8. Đây là văn kiện chính trị đầu tiên mà ASEAN và Trung Quốc đạt được có liên quan đến vấn đề Biển Đông và được coi là bước đột phá trong quan hệ ASEAN-Trung Quốc về vấn đề Biển Đông. Việc ký văn kiện này là kết quả nỗ lực của các nước ASEAN, đặc biệt là của 4 nước liên quan trực tiếp tranh chấp ở quần đảo Trường Sa (Việt Nam, Philippines, Malaysia, Brunei) trong việc duy trì hòa bình và ổn định ở Biển Đông.

## Nội dung
Điều 1: Các bên tái khẳng định cam kết của mình đối với các mục tiêu và các nguyên tắc của Hiến chương Liên Hợp Quốc, Công ước Liên Hợp Quốc về Luật biển năm 1982 (UNCLOS), Hiệp ước Hữu nghị và Hợp tác khu vực Đông Nam Á (TAC), năm nguyên tắc cùng tồn tại hòa bình (của Trung Quốc) và những nguyên tắc được thừa nhận phổ biến khác của luật pháp quốc tế được coi là quy tắc căn bản điều chỉnh mối quan hệ giữa nhà nước với nhà nước.
Điều 2: Các bên cam kết tìm kiếm những cách thức xây dựng lòng tin và sự tín nhiệm lẫn nhau hài hòa với những nguyên tắc nêu trên và trên căn bản bình đẳng, tôn trọng lẫn nhau.
Điều 3: Các bên tái khẳng định sự tôn trọng và cam kết của mình đối với quyền tự do hoạt động hàng hải và bay trên vùng trời Biển Đông như đã được quy định bởi các nguyên tắc được thừa nhận phổ biến trong luật pháp quốc tế, kể cả Công ước Liên Hợp Quốc về Luật biển năm 1982.
Điều 4: Các bên liên quan chịu trách nhiệm giải quyết các tranh chấp về lãnh thổ và về quyền thực thi luật pháp bằng các phương tiện hòa bình mà không viện đến sự đe dọa hoặc sử dụng vũ lực, thông qua các cuộc tham vấn thân thiện và những cuộc đàm phán bởi các quốc gia có chủ quyền có liên quan trực tiếp, phù hợp với những nguyên tắc được thừa nhận phổ quát của luật pháp quốc tế, kể cả Công ước Liên Hợp Quốc về Luật Biển năm 1982.
Điều 5: Các bên chịu trách nhiệm thực hiện sự tự chế trong việc thi hành các hoạt động có thể gây phức tạp hoặc leo thang tranh chấp, ảnh hưởng tới hòa bình và sự ổn định, kiềm chế không tiến hành đưa người đến sinh sống trên những hòn đảo hiện không có người sinh sống, trên các ám tiêu, bãi cát ngầm, đảo nhỏ và những yếu tố khác và phải được xử lý những khác biệt của mình bằng phương pháp có tính xây dựng.
Trong khi chờ đợi sự dàn xếp hòa bình cho các tranh chấp về lãnh thổ và quyền thực thi pháp luật, các bên liên quan tiến hành tăng cường những nỗ lực nhằm tìm kiếm các phương cách xây dựng lòng tin và sự tín nhiệm lẫn nhau trong tinh thần hợp tác và hiểu biết, bao gồm:
- Tổ chức các cuộc đối thoại và trao đổi quan điểm một cách thích đáng giữa các quan chức phụ trách quân sự và quốc phòng.
- Bảo đảm đối xử công bằng và nhân đạo đối với tất cả mọi người đang gặp hiểm nguy hoặc tai họa.
- Thông báo trên cơ sở tự nguyện cho các bên liên quan khác về mọi cuộc tập luyện quân sự liên kết/hỗn hợp sắp diễn ra.
- Trao đổi trên cơ sở tự nguyện những thông tin liên quan.

Điều 6: Trong khi chờ đợi một sự dàn xếp toàn diện và bền vững những tranh chấp, các bên liên quan có thể tìm kiếm hoặc tiến hành các hoạt động hợp tác. Những hoạt động này có thể bao gồm các điều sau đây:
- Bảo vệ môi trường biển.
- Nghiên cứu khoa học biển.
- An toàn hàng hải và thông tin trên biển.
- Hoạt động tìm kiếm cứu hộ.
- Đấu tranh chống tội phạm xuyên quốc gia, kể cả nhưng không hạn chế trong hoạt động buôn lậu các loại thuốc cấm, hải tặc và cướp có vũ trang trên biển, hoạt động buôn bán trái phép vũ khí.

Thể thức, quy mô và địa điểm, đặc biệt là sự hợp tác song phương và đa phương, cần phải được thỏa thuận bởi các bên có liên quan trước khi triển khai thực hiện trong thực tế.
Điều 7: Các bên liên quan sẵn sàng tiếp tục các cuộc đối thoại và tham vấn về những vấn đề liên quan, thông qua các thể thức được các bên đồng ý, kể cả các cuộc tham vấn thường xuyên theo quy định của Tuyên bố này, vì mục tiêu khuyến khích sự minh bạch và láng giềng tốt, thiếp lập sự hợp tác và hiểu biết lẫn nhau một cách hài hòa, và tạo điều kiện thuận lợi cho một giải pháp hòa bình và tranh chấp giữa các bên.
Điều 8: Các bên có trách nhiệm tôn trọng những điều khoản của Tuyên bố này và hành động phù hợp với sự tôn trọng đó.
Điều 9: Các bên khuyến khích các nước khác tôn trọng các nguyên tắc bao hàm trong Tuyên bố này.
Điều 10: Các bên liên quan khẳng định rằng việc tiếp thu một bộ quy tắc về ứng xử trên Biển Đông sẽ thúc đẩy mạnh mẽ hơn hòa bình và ổn định trong khu vực và nhất trí làm việc trên căn bản đồng thuận để tiến tới hoàn thành mục tiêu này.

## Các nước tham gia
Những quốc gia tham gia ký kết tuyên bố bao gồm Brunei, Campuchia, Indonesia, Lào, Malaysia, Myanmar, Philippines, Singapore, Thái Lan, Việt Nam và Cộng hòa Nhân dân Trung Hoa (Trung Quốc).